# Sworn Enemy
Sworn Enemy est un groupe de thrash/metalcore américain.

## Biographie

### Les débuts (en tant queMindset)
Le groupe s'est formé au cours de l'année 1997 à New York. Le nom d'origine du groupe était alors Mindset.
Les membres du groupe ont sorti trois démos entre 1998 et 2000 et jouaient un genre plutôt tourné vers le Hardcore.

### Biographie (en tant queSworn Enemy)
Au cours de l'année 2001, les membres de Mindset ont décidé de rebaptiser le nom groupe pour Sworn Enemy.
En plus de changer le nom du groupe, les membres ont également changé de style musical en y ajoutant des éléments de thrash metal, devenant ainsi un groupe de Metalcore.
Le groupe signe alors un contrat chez Stillborn Records, ou ils sortiront trois albums studio.
Au cours de l'année 2006, le groupe change de label pour Abacus Records, ou ils sortiront un album studio.
En 2008, le groupe change à nouveau de label et signe, cette fois chez Century Media Records, où ils ont sorti, pour l'instant, un album studio, paru la même année.

## Membres du groupe

### Formation actuelle
- Sal Lococo - Chant
- Lorenzo Antonucci - Guitare
- Jamin Hunt - Guitare
- Sid - Basse
- Jerad Buckwalter - Batterie

## Discographie

### En tant queMindset
- Demo - 1998
- State Of Mind - 1998
- New Found Hope II - The First Amendment

### En tant que Sworn Enemy
- Negative Outlook - 2001
- Integrity Defines Strength - 2002
- As Real As It Gets - 2003
- The Beginning Of The End - 2006
- Maniacal - 2008
- Total World Domination - 2009
- Living On Borrowed Time - 2014
- Gamechanger - 2019